# Le Domaine (film, 2025)
Pour plus de détails, voir Fiche technique et Distribution.
Le Domaine est un thriller français réalisé par Giovanni Aloi et sorti en 2025,.

## Fiche technique
Sauf indication contraire, les informations mentionnées dans cette section peuvent être confirmées par les bases de données cinématographiques IMDb et Allociné,  présentes dans la section « Liens externes ».
- Titre original : Le Domaine
- Réalisation : Giovanni Aloi
- Scénario : Giovanni Aloi, Dominique Baumard, Sébastien Gendron, Thierry Lounas et Claire Bonnefoy
- Musique : Frederic Alvarez
- Décors : Florent Chicouard
- Costumes :
- Photographie : Martin Rit
- Son : Jean Collot
- Montage : Rémi Langlade
- Production : Thierry Lounas
- Société de production : Capricci Production
- Société de distribution : Capricci Production
- Pays de production :  France
- Langue originale : français
- Format : Thriller
- Durée : 89 minutes
- Dates de sortie :
  - France : 
    - 11 avril 2025 (Reims)
    - 14 mai 2025 (en salles)

## Distribution
- Félix Lefebvre : Damien
- Patrick d'Assumçao : Malaury
- Raphaël Thiéry : Pasquini
- Lina-Camélia Lumbroso : Daria
- Lola Le Lann : Célia
- Rachid Guellaz : Malik
- Marguerite Perrotte : Gladys